# Королівська академія Обо
Про сучасний навчальний заклад див. Академія Обу
Королівська академія Обу (швед. Kungliga Akademien i Åbo або Åbo Kungliga Akademi; лат. Regia Academia Aboensis; фін. Turun akatemia; сучасною шведською вимовляється як кунліга академієн і обу [kˈuːnliga akadˈeminen i ˈoːbu]) — шведськомовний університет, що існував у місті Обу (Турку) з 1640 по 1828 рік. Перший вищий навчальний заклад на території сучасної Фінляндії.
В 1808 році, після приєднання Шведської Фінляндії до Російської імперії, Королівська академія Обу була перейменована на Імператорську академію Обу.
В 1828 році, після спустошливої пожежі в Обу, академія була переведена в Гельсінгфорс, де продовжила свою діяльність в якості Імператорського Олександрівського університету, який вважається її історичним спадкоємцем.

## Історія

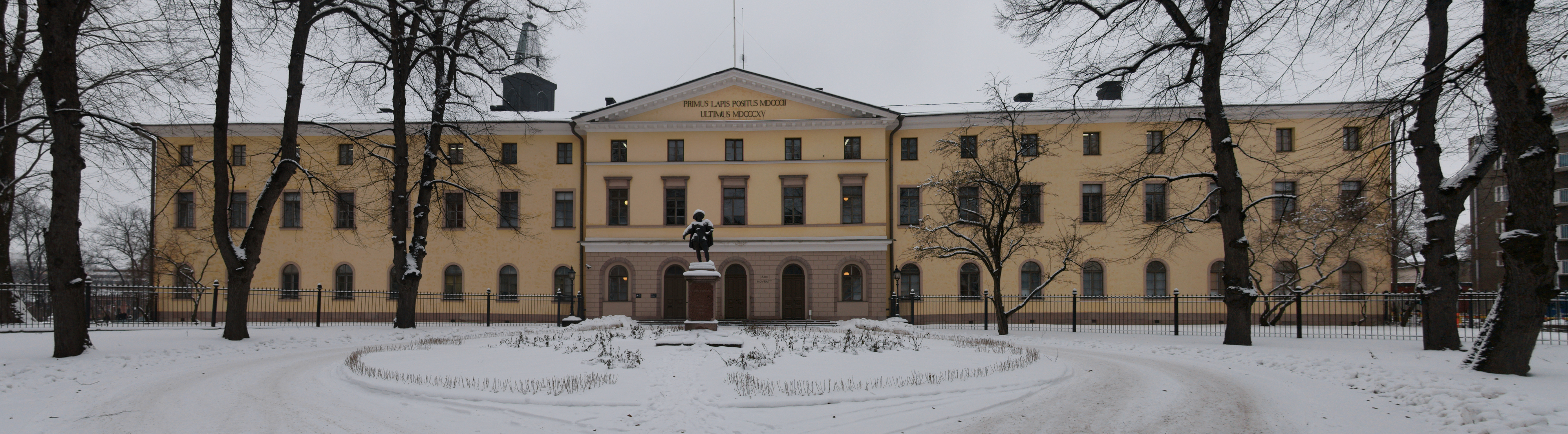
Історична будівля Академії, побудована в Обу в 1801—1817 роках.

Королівська академія Обу була заснована 26 березня 1640 р. в Обу/Турку і на всіх володіннях шведської корони була третім за старшинством навчальним закладом після Упсальського і Дерптського університетів.
У 1802 р. поблизу Кафедрального собору було закладено нову будівлю Королівської академії Обу, проект якої розробив відомий стокгольмський архітектор Карл Христофор Г'єрвель. 23 березня 1808 року в зв'язку зі введенням у Турку російських військ, Королівську Академію було перейменовано на Імператорську академію Обу. Спорудження будівлі Академії завершував студентський друг К. Х. Г'єрвеля — архітектор Карло Франческо Бассі.
Нова будівля Академії була готова до 1815 року. Вона відрізнялася монументальністю та аскетичністю: головний фасад мав ризаліт, прикрашений лише трикутним фронтоном і рустуванням стіни першого поверху. Значно більш парадно виглядав інтер'єр — великий зал на 500 осіб розміщувався по головній осі ризаліту. Багато орнаментовані склепіння підтримувалися гранітними колонами з капітелями іонічного ордера. Частина приміщень нової параллелепіпедної будівлі освітлювалася двома внутрішніми світловими дворами. На ризаліті головного фасаду будівлі нині є бронзова дошка з барельєфним портретом К. Бассі.

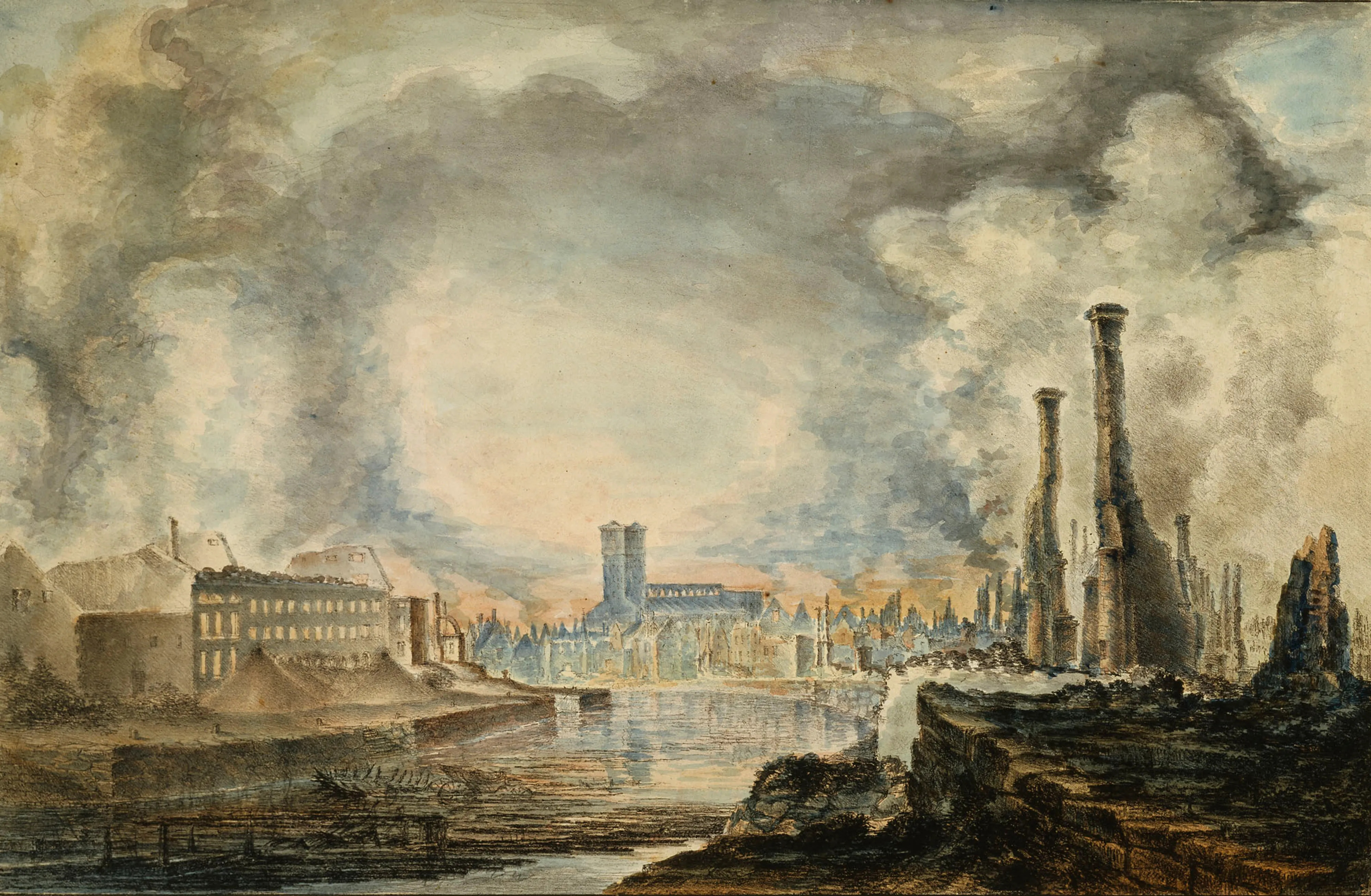
Місто після пожежі 1827 р.

Спустошлива пожежа, що бушувала в Обу/Турку 4-5 вересня 1827 р. знищила більше трьох чвертей міста. У вогні загинуло більше 2,5 тисяч міських будівель, зокрема навчальні корпуси, бібліотека, колекція та архів Імператорської Академії Обу. Як уповноважений фінського уряду знаменитий архітектор Карл Людвіг Енгель писав своєму другові Герліху:

Для Фінляндії вже не відновна загибель численних архівів, а разом з ними і всіх манускриптів, що відображають давню історію країни … Академія, знищена в полум'ї з усіма її науковими зібраннями, бібліотеками, математичними інструментами, кабінетами природи і стародавніх монет та іншими численними зібраннями, перерве всі наукові дослідження"..

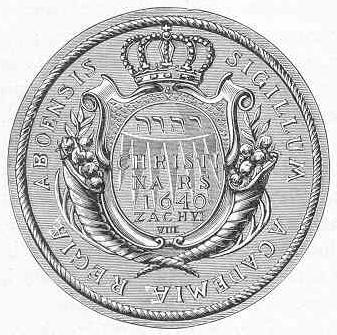
Печатка Королівської Академії Обу

Аж до кінця 1700-х років мовою викладання в Академії наук була латинська мова. Одним з відомих випускників Королівської Академії Обу був Петрус Гюлленіус, який отримав диплом магістра в 1658 році і пізніше став священиком у Вермланді (Швеція).
Після пожежі Турку 1827 року Імператорська Академія Обу була переведена в Гельсінкі (яке у Великому князівстві Фінляндському по-російськи називалося Гельсінгфорс).
Історичним спадкоємцем старої Королівської (Імператорської) Академії Обу правомірно вважати Гельсінгфорський університет (швед. Helsingfors universitet), а не нову Академію Обу, знову засновану після проголошення незалежності Фінляндії в 1918 зусиллями приватних осіб, яка отримала державний статус лише 1 серпня 1981 року.

## Канцлери
- Пер Браге Молодший (1640—1680)
- Сперанський Михайло Михайлович (1810 — 17 березня 1812)
- Ґустав Моріц Армфельт (1812—1814)

## Ректори
- Ескіль Петреус[ru] (1640—1641)
- Георг Аланус (1647—1648)
- Ескіль Петреус (1649—1650)
- Аланус, Георг (1652—1653)
- Еліас Тілландс (1676—1677)
- Еліас Тілландс (1683—1684)
- Юсленіус, Даніель[ru] (1729—1730)
- Йоган Тілландер (1752—1753)
- Карл Меннандер[sv] (1753—1754)
- Карл Местертон[sv] (1754—1755)
- Карл Клевберг[ru] (1755—1764)
- Пер Калм (1756—1757)
- Пер Калм (1765—1766)
- Пер Калм (1772—1773)
- Карл Местертон (1764—1765)
- Габріель Ерік Гартман[fi] (1809—1820)